# 2010年11月逝世人物列表
2010年逝世人物列表：1月 - 2月 - 3月 - 4月 - 5月 - 6月 - 7月 - 8月 - 9月 - 10月 - 11月 - 12月
2010年11月逝世人物列表，是用于汇总2010年11月期间逝世人物的列表。

## 依日期排序

### 1日
- 湯姆·艾利森（Tom Allison），89歲，英國足球運動員。[1]
- 米哈伊·基沙茨，81歲，羅馬尼亞將軍，內政部長（1989-1990），長期患病。[2]
- 裘莉婭·克萊門茨（Julia Clements），104歲，英國插花師和作家。[3]
- 莫妮卡·詹森（Monica Johnson），64歲，美國小說家和編劇（《迷失美國》《摩登浪漫史》），食道癌。[4]
- 赫伯特·克魯格（Herbert Krug），73歲，德國馬術運動員，奧運會金牌得主（1984年），肌萎縮側索硬化症。[5]
- 埃德·利岑伯格（Ed Litzenberger），78歲，加拿大冰球運動員（芝加哥黑鷹隊）。[6]
- 查理·奧唐納（Charlie O'Donnell），78歲，美國播音員（命運之輪），心力衰竭。[7]
- 香農·塔瓦雷斯（Shannon Tavarez），11歲，美國女演員（《獅子王》），白血病。[8]
- 加斯頓·范德梅爾舍（Gaston Vandermeerssche），89歲，比利時遊擊隊員，二戰荷蘭地下情報領導人，加斯頓戰爭的主題，自然原因。[9]
- 戴安娜·威爾斯利，惠靈頓公爵夫人，88歲，英國貴族和情報官員。[10]

### 2日
- 比卡里·巴爾（Bhikari Bal），81歲，印度歌手。[11]
- 魯道夫·巴爾沙伊（Rudolf Barshai），86歲，俄羅斯指揮家和中提琴演奏家。[12]
- 莎拉·多倫（Sarah Doron），88歲，以色列政治家和政府部長。[13]
- 安迪·艾恩斯（Andy Irons），32歲，美國職業衝浪運動員。[14]
- 克萊德·金，86歲，美國棒球運動員（布魯克林道奇隊、辛辛那提紅人隊）和經理（紐約洋基隊）。[15]
- Romualdas Krikščiūnas，80歲，立陶宛羅馬天主教主教，Panevėžys主教和宗座行政長官（1973-1983）。[16]
- 卡利姆·沙拉菲（Kalim Sharafi），85歲，印度孟加拉文歌手。[17]
- 朱爾·舒格曼（Jule Sugarman），83歲，美國教育家，癌症啟蒙計劃的建立者和主任。[18]
- 渡邊澄子，93歲，日本奧運短跑運動員。[19]
- 湯淺健，95歲，日本二戰外科醫生，心力衰竭。[20]

### 3日
- 彼得羅斯·漢娜·伊薩·哈博利（Petros Hanna Issa Al-Harboli），64歲，伊拉克加色丁禮天主教扎霍主教（自2001年起）。[21]
- Kees Bakker，79歲，荷蘭動物學家。[22]
- Alfons Benedikter，92歲，奧地利政治家。[23]
- 傑里·博克（Jerry Bock），81歲，美國音樂劇作曲家（《屋頂上的小提琴手》《菲奧雷洛》），心力衰竭。[24]
- 肯尼斯·布朗（Kenneth Brown），77歲，美國學者，美國第一個本科和平研究專案主席（1980-2005）。[25]
- 凱倫·錢德勒（Karen Chandler），87歲，美國歌手。
- 維克多·切爾諾梅爾金，72歲，俄羅斯政治家，總理（1992-1998），駐烏克蘭大使（2001-2009），癌症。[需要引證]
- 吉姆·克倫奇（Jim Clench），61歲，加拿大貝斯吉他手（April Wine，Bachman-Turner Overdrive），肺癌。[26]
- 比爾·科爾文，75歲，加拿大奧運銅牌得主（1956年）冰球運動員。[27]
- 霍特普·伊德里斯·加萊塔（Hotep Idris Galeta），69歲，南非爵士鋼琴家，作曲家和講師，哮喘發作。[28]
- Purushottama Lal，81歲，印度作家。[29]
- 索尼婭·波廷格（Sonia Pottinger），79歲，牙買加唱片製作人。[30]
- Pentti Uotinen，79歲，芬蘭奧運跳臺滑雪運動員。[31]
- 達德利·威廉姆斯（Dudley Williams），73歲，英國生物化學家。[32]

### 4日
- Sparky Anderson，76歲，美國棒球運動員兼經理（辛辛那提紅人隊，底特律老虎隊），棒球名人堂成員，失智併發症。[33]
- 勞爾·查韋斯，71歲，墨西哥足球運動員。[34]
- 羅恩·科克利爾（Ron Cockerill），75歲，英格蘭足球運動員（格裡姆斯比鎮，哈德斯菲爾德鎮），自然原因。[35]
- Jean Compagnon，94歲，法國陸軍上將和作家。[36]
- 奧菲莉亞·阿爾坎塔拉·迪馬蘭塔，76歲，菲律賓詩人，高血壓。[37]
- 安托萬·杜肯（Antoine Duquesne），69歲，比利時政治家。[38]
- 維奧拉·菲舍羅娃（Viola Fischerová），75歲，捷克詩人和翻譯家。[39]
- 詹姆斯·弗洛德（James Freud），51歲，澳大利亞歌手和貝斯手（模特）和獨唱藝術家，自殺。[40]
- 約翰·格林（John Greene），90歲，美式橄欖球運動員（底特律雄獅隊），短暫生病後。[41]
- 蜜雪兒·尼卡斯特羅（Michelle Nicastro），50歲，美國歌手，演員（《當哈利遇見莎莉》）和配音演員（《天鵝公主》），肺癌。[42]
- 魯迪·雷加拉多（Rudy Regalado），67歲，委內瑞拉打擊樂手和樂隊領隊（El Chicano），肺炎併發症。[43]
- 查理斯·雷諾茲（Charles Reynolds），78歲，美國魔術師，肝癌。[44]
- 諾埃爾·泰勒（Noel Taylor），97歲，美國艾美獎獲獎服裝設計師。[45]
- 亞歷山大·佐賓（Aleksandr Zõbin），59歲，蘇聯奧運帆船運動員。[46]

### 5日
- 馬丁·鮑姆（Martin Baum），86歲，美國藝人經紀人（Creative Artists Agency），ABC影業總裁（1968-1971）。[47]
- Jutta Burggraf，58歲，德國羅馬天主教神學家和教授（納瓦拉大學）。[48]
- 安東尼奧·卡德納斯·吉倫，48歲，墨西哥毒梟，被槍殺。[49]
- 吉爾·克萊伯格（Jill Clayburgh），66歲，美國女演員（《未婚女人》《艾莉·麥克比爾》《骯髒的性感錢》），慢性白血病。[50]
- Hajo Herrmann，97歲，德國空軍轟炸機飛行員和律師。[51]
- 查理斯·麥克道爾（Charles McDowell），84歲，美國記者和聯合專欄作家，中風併發症。[52]
- 海獅蠓，25歲，美國海獅（奧克拉荷馬城動物園），被安樂死。[53]
- 蘭迪·米勒（Randy Miller），39歲，美國鼓手（The Myriad），骨癌。[54]
- Rozsika Parker，64歲，英國藝術史學家和心理治療師，癌症。[55]
- 阿德里安·佩內斯庫（Adrian Păunescu），67歲，羅馬尼亞作家、詩人和政治家。[56]
- 馬丁·斯塔基（Martin Starkie），87歲，英國演員和作家。[57]
- 大衛·斯圖爾特，94歲，加拿大政治家，薩斯喀徹溫省MLA（1962-1977）和反對黨領袖（1971-1976），參議員（1975-1991）。[58]
- Henriette van Lynden-Leijten，60歲，荷蘭外交官，癌症。[59]
- 雪麗·維雷特（Shirley Verrett），79歲，美國歌劇女中音，心力衰竭。[60]

### 6日
- 費爾南多·巴斯托斯·德·阿維拉（Fernando Bastos de Ávila），92歲，巴西羅馬天主教神父，副校長（天主教大學），文學院院士，癌症。[61]
- Ezard Haußmann，75歲，德國演員，癌症。[62]
- 彼得·希爾頓（Peter Hilton），87歲，英國數學家。[63]
- 沃爾特·伊薩德（Walter Isard），91歲，美國經濟學家，區域科學創始人。[64]
- Jo Myong-rok，82歲，朝鮮軍官，國防委員會第一副主席（自2009年起），心臟病。[65]
- 熊谷元一，101歲，日本攝影師。[66]
- 羅伯特·利普舒茨，88歲，美國政治家，白宮法律顧問（1977-1979）。[67]
- 悉達多·尚卡爾·雷，90歲，印度政治家，西孟加拉邦首席部長（1972-1977），旁遮普邦州長（1986-1989），腎功能衰竭。[68]
- 邁克爾·塞弗特（Michael Seifert），86歲，蘇聯出生的納粹戰犯，因跌倒而出現併發症。[69]
- Jay Van Noy，82歲，美國棒球運動員（1951年聖路易斯紅雀隊）。[70]

### 7日
- 庫爾特·拜爾（Kurt Baier），93歲，奧地利哲學家。[71]
- 喬治·埃斯托克，86歲，美國棒球運動員（波士頓勇士隊）。[72]
- 克裡斯·古奇（Chris Goudge），75歲，英國奧運運動員。[73]
- 多明戈·馬扎·薩瓦拉，88歲，委內瑞拉經濟學家，委內瑞拉中央銀行行長（1997-2004）。[74]
- 75歲的日本動漫製作人（太空戰艦大和號）西崎義信從船上墜落。[75]
- Smaro Stefanidou，97歲，希臘女演員，心力衰竭。[76]
- 海蒂·斯特努夫（Hedy Stenuf），88歲，奧地利奧運花樣滑冰運動員。[77]

### 8日
- 安德拉斯·阿達姆-斯托爾帕（András Ádám-Stolpa），89歲，匈牙利網球、籃球和冰球運動員。[78]
- 格雷戈里奧·巴拉達斯·米拉維特，28歲，墨西哥政治家，韋拉克魯斯州羅德裡格斯·克拉拉（Rodríguez Clara）當選市長，被槍殺。[79]
- 理查·賓（Richard Bing），101歲，德國出生的美國心臟病專家。[80]
- 弗雷德·布蘭克梅耶（Fred Blankemeijer），84歲，荷蘭足球運動員。[81]
- 菲力浦·卡洛（Philip Carlo），61歲，美國犯罪作家，肌萎縮側索硬化症。[82]
- 昆汀·戴利（Quintin Dailey），49歲，美國籃球運動員（芝加哥公牛隊、洛杉磯快船隊、西雅圖超音速隊），心血管疾病。[83]
- 迪斯克·迪恩（Disque Deane），89歲，美國金融家，肺炎。[84]
- 傑克·萊文（Jack Levine），95歲，美國藝術家。[85]
- 山姆·福爾摩斯（Sam Holmes），94歲，美國黑人聯盟棒球運動員。[86]
- 埃米利奧·愛德華多·馬塞拉（Emilio Eduardo Massera），85歲，阿根廷海軍上將，1976年阿根廷政變成員，心血管驟停。[87]
- 艾迪生·鮑威爾（Addison Powell），89歲，美國演員（《黑影》、《湯瑪斯王冠事件》、《禿鷹三日》）。[88]
- 米哈伊爾·薩維茨基（Mikhail Savitsky），88歲，白俄羅斯畫家。[89]
- 喬治·索洛莫斯（George Solomos），85歲，美國編輯和作家。[90]
- 讓·懷特（Jean White），69歲，英國牧師和傳教士，胰腺癌。[91]
- 蒂姆·沃馬克（Tim Womack），76歲，英國足球運動員（德比郡，沃金頓）。[92]

### 9日
- 伊莉莎白·卡內基（Elizabeth Carnegy），盧爾男爵夫人卡內基（Baroness Carnegy of Lour），85歲，英國學者和生活同齡人。[93]
- John Cunneen，78歲，紐西蘭羅馬天主教主教，基督城主教（1995-2007）。[94]
- 羅賓·戴（Robin Day），95歲，英國傢具設計師。[95]
- 羅伯特·多納圖奇，58歲，美國政治家，賓夕法尼亞州眾議院議員（自1980年起），睡眠呼吸暫停。[96]
- 雷金納德·霍利斯（Reginald Hollis），78歲，加拿大聖公會主教，蒙特利爾主教（1975-1990）。[97]
- 阿爾伯特·韋斯利·詹森（Albert Wesley Johnson），87歲，加拿大公務員，加拿大廣播公司總裁（1975-1982），長期患病。[98]
- 埃克托·卡克納瓦托斯（Ektor Kaknavatos），90歲，希臘詩人。[99]
- 阿莫斯·拉維（Amos Lavi），57歲，以色列演員，肺癌。[100]
- 赫爾曼·利貝爾斯（Herman Liebaers），91歲，比利時語言學家。[101]
- 羅爾夫·佩特森（Rolf Pettersson），84歲，瑞典冰球運動員。[102]
- Lursakdi Sampatisiri，91歲，泰國女商人和政治家，第一位女通部長（1976-1977）。[103]

### 10日
- Georges Aeschlimann，90歲，瑞士自行車手。[104]
- 穆斯塔法·阿爾特塔斯（Mustafa Altıntaş），71歲，土耳其足球運動員，癌症。[105]
- 迪諾·德·勞倫蒂斯，91歲，義大利電影製片人（《沙丘》、《黑暗軍團》、《野蠻人柯南》）。[106]
- Theo Doyer，54歲，荷蘭奧運曲棍球運動員，肌萎縮側索硬化症。[107]
- 吉姆·法里（Jim Farry），56歲，蘇格蘭足球管理員，蘇格蘭足球協會首席執行官（1990-1999），心臟病發作。[108]
- 菲力浦·霍夫曼（Phillip Hoffman），80歲，美國衝浪者，肺病。[109]
- 唐納德·凱勒曼（Donald S. Kellermann），83歲，美國記者和輿論研究員，肝癌。[110]
- 安德列亞斯·基什內爾，57歲，德國奧運雪橇金牌（1984年）和銅牌（1980年）。[111]
- 阿提拉·科瓦奇，70歲，匈牙利奧運擊劍運動員。[112]
- 埃德蒙·庫姆佩爾（Edmund Kuempel），68歲，美國政治家，心肌梗塞。[113]
- Tiger Lance，70歲，南非板球運動員，在一次交通事故中受傷。[114]
- James Munnik，57歲，南非板球運動員。[115]
- 戴夫·尼豪斯（Dave Niehaus），75歲，美國體育解說員（西雅圖水手隊），2008年福特·弗里克獎獲得者，心臟病發作。[116]
- 尼科洛·里祖托（Nicolo Rizzuto），86歲，義大利出生的加拿大黑手黨頭目（里祖托犯罪家族），被槍殺。[117]
- 埃納爾·塞特（Einar Sæter），92歲，挪威三級跳遠運動員，抵抗運動成員，報紙編輯和作家。[118]

### 11日
- 潘卡伊·阿德瓦尼（Pankaj Advani），45歲，印度電影導演、編輯、編劇、攝影師、戲劇導演和畫家，心臟驟停。[119]
- 卡洛斯·埃德蒙多·德·奧里，87歲，西班牙詩人，白血病。[120]
- 約翰·埃利奧特（John Elliott），66歲，美式橄欖球運動員（紐約噴氣機隊），癌症。[121]
- 達烏德·易卜拉欣（Daud Ibrahim），63歲，馬來西亞奧運自行車運動員。[122]
- 卡羅爾·普拉特（Carroll Pratt），89歲，美國音響工程師，笑聲的先驅，自然原因。[123]
- 瑪麗·奧斯本·葉芝，99歲，美國無聲電影女演員。[124]

### 12日
- 德斯·阿爾維（Des Alwi），82歲，印尼歷史學家、商人和公共知識份子，穆罕默德·哈塔（Mohammad Hatta）的養子，心力衰竭。[125]
- 斯坦尼斯瓦夫·博巴克，54歲，波蘭奧運跳臺滑雪運動員。[126]
- 恩斯特·馮·格拉瑟斯菲爾德（Ernst von Glasersfeld），93歲，奧地利出生的美國哲學家（激進建構主義）。[127]
- 亨利克·戈雷茨基（Henryk Górecki），76歲，波蘭作曲家（《悲傷之歌交響曲》），長期患病。[128]
- 威廉·霍里（William Hohri），83歲，美國活動家，1988年《公民自由法》的幕後推手，阿爾茨海默病。[129]
- Theodore W. Kheel，96歲，美國勞工談判代表。[130]
- 卡爾·普魯圖斯（Karl Plutus），106歲，愛沙尼亞法學家和百歲老人。[131]

### 13日
- 諾亞·奧古斯丁（Noah Augustine），39歲，加拿大原住民領袖，道路事故。[132]
- 法裡德·巴格拉尼（Farid Baghlani），41-42歲，伊朗連環殺手和強姦犯，被絞死。[133]
- 路易士·加西亞·貝蘭加（Luis García Berlanga），89歲，西班牙電影導演，自然原因。[134]
- 喬治·賓克斯（George Binks），96歲，美國棒球運動員（華盛頓參議員，費城田徑隊）。[需要引證]
- 溫弗里德·布魯格（Winfried Brugger），60歲，德國學術律師。[135]
- 吉姆·迪恩（Jim Deane），82歲，澳大利亞足球運動員。[136]
- 諾曼·鄧尼斯（Norman Dennis），81歲，英國社會學家，白血病。[137]
- 維托爾德·哈特卡（Witold Hatka），71歲，波蘭政治家，交通事故。[138]
- 肯·伊曼（Ken Iman），71歲，美式橄欖球運動員（綠灣包裝工隊，洛杉磯公羊隊）。[139]
- W·亨利·麥克斯韋（W. Henry Maxwell），75歲，美國政治家和浸信會牧師。[140]
- 克勞迪奧·奧佈雷貢（Claudio Obregón），75歲，墨西哥演員，呼吸衰竭。[141]
- 內森·奧利維拉（Nathan Oliveira），81歲，美國畫家。[142]
- D. V. S. Raju，81歲，印度電影製片人，短暫生病。[143]
- 艾倫·桑德奇（Allan Sandage），84歲，美國天文學家，胰腺癌。[144]
- Richard Van Genechten，80歲，比利時自行車手。[145]

### 14日
- 哈爾·班貝格（Hal Bamberger），86歲，美國棒球運動員（紐約巨人隊）。[146]
- 戈登·比森爵士（Sir Gordon Bisson），91歲，紐西蘭法學家。[147]
- 文森特·布羅德里克（Vincent Broderick），90歲，英國板球運動員。[148]
- 盧·卡彭特（Lew Carpenter），78歲，美式橄欖球運動員（底特律雄獅隊、綠灣包裝工隊、費城老鷹隊）。[149]
- Eugenio Galliussi，95歲，義大利自行車手。[150]
- Akira Mikazuki，89歲，日本法律學者和法務大臣。[151]
- 韋斯·桑蒂（Wes Santee），78歲，美國奧林匹克田徑運動員（1952年夏季奧運會），癌症。[152]
- Bobbi Sykes，67歲，澳大利亞原住民權利活動家。[153]

### 15日
- Helen Boehm，89歲，美國女商人，癌症和帕金森病併發症。[154]
- 安赫爾·卡佈雷拉，71歲，烏拉圭足球運動員。[155]
- Nikol Ġużeppi Cauchi，81歲，馬爾他羅馬天主教主教，戈佐島主教（1972-2005）。[156]
- 莫伊拉·戴迪（Moira Deady），88歲，愛爾蘭演員（The Riordans，Glenroe）。 [157]
- 埃德蒙·阿姆蘭·埃爾·馬利赫（Edmond Amran El Maleh），93歲，摩洛哥作家和知識份子。[158]
- 拉裡·埃文斯（Larry Evans），78歲，美國國際象棋特級大師和作家，膽囊手術后併發症。[159]
- 保羅·江濤然，84歲，中國羅馬天主教主教，正定主教，心臟病。[160]
- Toswel Kaua，63歲，所羅門群島政治家，副總理（2007年），長期患病。[161]
- Nimr al-Khatib，約92歲，巴勒斯坦教育家和作家。[162]
- 埃德·柯克派翠克（Ed Kirkpatrick），66歲，美國棒球運動員（加州天使隊、堪薩斯城皇家隊、匹茲堡海盜隊），喉癌。[163]
- Maria Dolors Maestre i Pal，80-81歲，安道爾慈善家。[164]
- W·霍華德·萊斯特（W. Howard Lester），75歲，美國商人，威廉姆斯-索諾瑪公司（Williams-Sonoma， Inc.）前首席執行官，癌症。[165]
- 卡薩姆·穆蘭爵士，84歲，模里西斯首席大法官（1982-1988）。[166]
- 伊姆雷·波利亞克，78歲，匈牙利希臘羅馬摔跤手。[167]
- 休·普拉瑟（Hugh Prather），72歲，美國自助作家，明顯心臟病發作。[168]
- 威廉·埃德溫·塞爾夫（William Edwin Self），89歲，美國演員和電視製作經理（《蝙蝠俠》《迷失太空》《海底之旅》），心臟病發作。[169]

### 16日
- Louis Bisdee，100歲，澳大利亞政治家，塔斯馬尼亞州立法委員會成員（1959-1981）。[170]
- 保羅·卡萊洛（Paul Calello），49歲，美國投資銀行家，非霍奇金淋巴瘤。[171]
- Britton Chance，97歲，美國生物化學家、生物物理學家和奧運水手。[172]
- 羅尼·查森（Ronni Chasen），64歲，美國公關人員（漢斯·季默（Hans Zimmer），邁克爾·道格拉斯（Michael Douglas））被槍殺。[173]
- 拉格希爾德·馬格羅伊（Ragnhild Magerøy），90歲，挪威作家。[174]
- 唐納德·尼羅普，98歲，美國西北航空公司首席執行官（1954-1976），美國聯邦航空管理局局長。[175]
- Mimi Perrin，84歲，法國爵士歌手和鋼琴家。[176]
- Ilie Savu，90歲，羅馬尼亞足球運動員和教練，肝硬化。[177]
- 溫加德·特雷西（Wyngard Tracy），58歲，菲律賓人才經理，中風。[178]
- 黃天霖，83歲，中國編劇、製片人、導演和演員，器官衰竭。[179]

### 17日
- Giorgi Arsenishvili，68歲，喬治亞數學家和政治家，心肌梗塞。[180]
- 奧拉沃·羅德裡格斯·巴博薩，87歲，巴西足球運動員。[181]
- 伊莎貝爾·卡羅（Isabelle Caro），28歲，法國厭食症模特。[182]
- 約翰尼·辛普森（Johnny Simpson），88歲，紐西蘭橄欖球運動員。[183]
- N·維斯瓦納坦，81歲，印度演員，心臟病發作。[184]

### 18日
- 弗雷迪·貝拉斯-戈伊科，69歲，多明尼加電視製片人、喜劇演員、作家和演員，胃癌。[185]
- Jochem Bobeldijk，90歲，荷蘭奧運短距離皮划艇運動員。[186]
- 吉姆·克魯克香克（Jim Cruickshank），69歲，蘇格蘭足球運動員。[187]
- 布萊恩·馬斯登（Brian G. Marsden），73歲，英國天文學家，長期患病。[188]
- 唐納德·米切爾（Donald Mitchell），55歲，澳大利亞舉重運動員。[189]
- 亞伯拉罕·瑟法蒂（Abraham Serfaty），84歲，摩洛哥民主活動家。[190]
- 迪托·沙尼澤，73歲，喬治亞奧運會銀牌得主（1968年、1972年）舉重運動員。[191]
- 蓋伊·斯圖爾特（Gaye Stewart），87歲，加拿大冰球運動員。[192]
- 麥肯齊·泰勒（Mackenzie Taylor），32歲，英國喜劇演員，自殺。[193]

### 19日
- 75美分，77歲，克羅埃西亞歌手（2008年歐洲歌唱大賽）。[194]
- 派特·伯恩斯（Pat Burns），58歲，加拿大冰球教練（蒙特利爾加拿大人隊，新澤西魔鬼隊），肺癌。[195]
- 拜倫·達肯菲爾德（Byron Duckenfield），93歲，英國二戰空軍飛行員。[196]
- 彼得·赫特爾（Piotr Hertel），74歲，波蘭作曲家。[197]
- Jamuna Nishad，57歲，印度政治家，交通事故。[198]
- Ole Bjørn Støle，60歲，挪威法官。[199]
- 鮑勃·惠勒（Bob Wheeler），58歲，美國奧運運動員。[200]
- 阿塔瑪·澤德卡亞（Atama Zedkaia），79歲，馬紹爾部落首領，馬朱羅最高酋長。[201]

### 20日
- 米爾·肖卡特·阿裡，83歲，孟加拉國將軍。[202]
- Laurie Bembenek，52歲，美國被定罪的殺人犯，肝腎衰竭。[203]
- 羅克珊娜·布裡班（Roxana Briban），39歲，羅馬尼亞女高音，顯然是自殺。[204]
- 桑塔·黛薇（Santha Devi），85歲，印度女演員。[205]
- 查爾默斯·詹森（Chalmers Johnson），79歲，美國學者和作家。[206]
- 羅伯·萊特爾（Rob Lytle），56歲，美式橄欖球運動員（密歇根金剛狼隊，丹佛野馬隊），心臟病發作。[207]
- 羅伯特·厄爾·麥克斯韋（Robert Earl Maxwell），86歲，美國法官。[208]
- 丹尼·麥克德維特（Danny McDevitt），78歲，美國棒球運動員（布魯克林道奇隊）。[209]
- Little Smokey Smothers，71歲，美國藍調吉他手和歌手，自然原因。[210]
- 露絲·斯普林福德（Ruth Springford），89歲，加拿大女演員（5 Card Stud，Hangin' In），短暫生病後。[211]
- 海因茨·韋斯（Heinz Weiss），89歲，德國演員（《大逃亡》）。[212]
- 吉姆·亞德利（Jim Yardley），64歲，英國板球運動員。[213]

### 21日
- 何塞·安東尼奧·雷森德·德·阿爾梅達·普拉多，67歲，巴西作曲家和鋼琴家，肺水腫。[214]
- 羅莎拉·安德魯（Rosaura Andreu），92歲，美國女演員。[215]
- 西奧多·比伯（Theodore Bibb），92歲，美國爵士鼓手。[216]
- 威利斯·伯克斯二世（Willis Burks II），75歲，美國演員（《加州之王》《法律與秩序》）。[217]
- 西爾維里奧·卡瓦佐斯，41歲，墨西哥政治家，科利馬州州長（2005-2009），被槍殺。[218]
- 近藤孝治，66歲，日本法學家，最高法院成員，肺炎。[219]
- 史蒂夫·庫切克（Steve Kuczek），85歲，美國棒球運動員（波士頓勇士隊）。[220]
- 諾里斯·丘奇·梅勒（Norris Church Mailer），61歲，美國作家和模特，胃腸道癌症。[221]
- 大衛·諾蘭（David Nolan），66歲，美國政治活動家，自由黨創始人，中風。[222]
- Prince Chunk，10歲，美國肥胖貓，心臟病。[223]
- 瑪格麗特·泰勒-巴勒斯（Margaret Taylor-Burroughs），95歲，美國博物館創始人（DuSable非裔美國人歷史博物館）。[224]
- Raghavan Thirumulpad，90歲，印度阿育吠陀學者和醫生。[225]

### 22日
- 肯尼斯·伯頓（Kenneth Burton），84歲，英國生物化學家。[226]
- Jean Cione，82歲，美國棒球運動員（Rockford Peaches）。[227]
- 弗蘭克·芬納（Frank Fenner），95歲，澳大利亞科學家。[228]
- 朱利安·吉奧瑪律（Julien Guiomar），82歲，法國電影演員。[229]
- David Lam，87歲，加拿大政治家，不列顛哥倫比亞省副省長（1988-1995），前列腺癌。[230]
- Len Lunde，74歲，加拿大冰球運動員（底特律紅翼隊、芝加哥黑鷹隊、埃德蒙頓油人隊），心臟病。[231]
- 溫斯頓·默里（Winston Murray），69歲，圭亞那政治家，前副總理，貿易，旅遊和工業部長。[232]
- 烏爾巴諾·納瓦雷特·科爾特斯（Urbano Navarrete Cortés），90歲，西班牙羅馬天主教神父，自2007年起擔任紅衣主教。[233]
- 湯姆·安德伍德，56歲，美國棒球運動員（費城費城人隊、紐約洋基隊、奧克蘭A隊），胰腺癌。[234]

### 23日
- 毛羅·愛麗絲（Mauro Alice），84歲，巴西電影剪輯師，肺炎。[235]
- 納索斯·達芙尼斯（Nassos Daphnis），96歲，希臘出生的美國藝術家，患有阿爾茨海默病。[236]
- 沃爾夫岡·赫里格爾（Wolfgang Hellrigl），69歲，德國集郵家。[237]
- 喬伊斯·霍華德（Joyce Howard），88歲，英國女演員（《黑夜有眼》《他們在黑暗中相遇》），自然原因。[238]
- 帕維爾·萊德尼奧夫（Pavel Lednyov），67歲，俄羅斯現代五項全能運動員。[239]
- 英格麗·彼特（Ingrid Pitt），73歲，波蘭出生的英國女演員（《吸血鬼戀人》，《德古拉伯爵夫人》，《老鷹敢死隊》），心力衰竭。[240]
- Kananginak Pootoogook，75歲，加拿大因紐特人藝術家，手術併發症。[241]
- 唐·撒母耳（Don Samuel），86歲，美式足球運動員。[242]
- 詹姆斯·泰勒（James Tyler），70歲，美國琵琶演奏家。[243]
- 喬治·奧托·沃茲（George Otto Wirz），81歲，美國羅馬天主教主教，麥迪遜輔理主教（1977-2004）。[244]

### 24日
- 湯瑪斯·阿倫斯（Thomas J. Ahrens），74歲，美國地球物理學家。[245]
- 彼得·克裡斯托弗森（Peter Christopherson），55歲，英國音樂家（Coil，Throbbing Gristle）和圖形藝術家（Hipgnosis），自然原因。[246]
- 安妮·李·庫珀（Annie Lee Cooper），100歲，美國民權活動家。[247]
- A. Arthur Giddon，101歲，美國律師和法學家。[248]
- 黃華，97歲，中國政治家，外交部長（1976-1982）。[249]
- 瓦倫丁·伊瓦金（Valentin Ivakin），80歲，俄羅斯足球運動員和足球經理。[250]
- Lim Chong Eu，91歲，馬來西亞政治家，檳城首席部長（1969-1990）。[251]
- Molly Luft，66歲，德國，癌症。[252]
- 邁克爾·撒母繆爾斯（Michael Samuels），90歲，英國語言學家。[253]
- 安迪·舍特爾（Andy Schoettle），77歲，美國奧運水手。[254]
- 塞爾吉奧·瓦萊奇（Sergio Valech），83歲，智利羅馬天主教主教，智利聖地牙哥輔理主教（1973-2003）。[255]
- Norm Winningstad，85歲，美國科技企業家，Floating Point Systems創始人，自殺身亡。[256]

### 25日
- 查理·阿特金森（Charlie Atkinson），77歲，英國足球運動員，跌倒後健康情況不佳。[257]
- 阿爾弗雷德·巴爾克（Alfred Balk），80歲，美國記者，《哥倫比亞新聞評論》前編輯，癌症。[258]
- 托尼·迪克森（Tony Dixon），52歲，愛爾蘭唱片騎師和博主，短暫生病後。[259] （死亡宣佈）
- 伯納德·馬修斯（Bernard Matthews），80歲，英國商人（伯納德·馬修斯農場）。[260]
- 多麗絲·麥卡錫（Doris McCarthy），100歲，加拿大藝術家。[261]
- 詹姆斯·莫裡森（James Morrison），68歲，美國政治家，堪薩斯州眾議院議員（1992-2010）。[262]
- 雅羅斯拉夫·帕武利亞克（Yaroslav Pavulyak），62歲，烏克蘭詩人。[263]
- 科林·斯利（Colin Slee），65歲，英國英國教會主教，南華克大教堂院長，胰腺癌。[264]
- Ann Southam，73歲，加拿大作曲家。[265]

### 26日
- 加文·布萊斯（Gavin Blyth），41歲，英國電視製片人，癌症。[266]
- R. N. DeArmond，99歲，美國歷史學家。[267]
- 詹姆斯·迪保拉，57歲，美國政治家，馬薩諸塞州眾議院（1993-1996），米德爾塞克斯縣警長（1996-2010），槍擊自殺。[268]
- 穆罕默德·安瓦爾·埃拉希（Mohammad Anwar Elahee），81歲，模里西斯足球運動員和經理。[269]
- 瑪麗亞·赫爾維格（Maria Hellwig），90歲，德國約德爾和民謠音樂家。[270]
- Palle Huld，98歲，丹麥演員，被認為是丁丁的靈感來源。[271]
- 飯田沼之介，49歲，日本動畫師（《風之谷的娜烏西卡》、《天空之城》、《地獄之歌》），肺癌。[272]
- 帕拉斯卡·科羅柳克（Paraska Korolyuk），71歲，烏克蘭政治活動家（橙色革命）。[273]
- 馬里奧·帕切科（Mario Pacheco），60歲，西班牙音樂製作人和攝影師。[274]
- 凱文·帕裡（Kevin Parry），77歲，澳大利亞商人，交通事故。[275]
- 珀塞爾·鮑利斯，84歲，美國部落領袖，威斯康星州奧奈達民族主席（1967-1990）。[276]
- 瑪喬麗·桑德斯（Marjory Saunders），97歲，加拿大奧運射箭運動員。[277]
- 維塔爾·烏馬普（Vitthal Umap），80歲，印度音樂家。[278]

### 27日
- 史蒂夫·希爾，70歲，英國足球運動員。[279]
- 歐文·克什納（Irvin Kershner），87歲，美國電影導演（《帝國反擊戰》《永不言敗》），肺癌。[280]
- Bill Werle，89歲，美國棒球運動員（海盜隊、紅雀隊、紅襪隊）。[281]

### 28日
- 喬恩·達戈斯蒂諾（Jon D'Agostino），81歲，義大利出生的美國漫畫家（阿奇），骨癌。[282]
- Syoziro Asahina，97歲，日本昆蟲學家。[283]
- 基爾·克拉克（Keir Clark），100歲，加拿大政治家，愛德華王子島第三任國王（1948-1959;1966-1970）。[284]
- 撒母耳·科恩（Samuel T. Cohen），89歲，美國物理學家，中子彈的發明者，癌症。[285]
- 卡爾·埃默里（Cal Emery），73歲，美國棒球運動員和教練。[286]
- Giorgos Fountas，86歲，希臘演員，阿爾茨海默病。[287]
- 斯萬特·格蘭倫德，89歲，瑞典冰球運動員。[288]
- 弗蘭克·漢納（Frank Hanna），86歲，澳大利亞足球運動員。[289]
- 弗拉基米爾·馬斯拉琴科，74歲，俄羅斯足球運動員，1960年歐洲國家杯冠軍。[290]
- Gil McDougald，82歲，美國棒球運動員（紐約洋基隊），前列腺癌。[291]
- Katsuya Miyahira，92歲，日本武術家。[292]
- 萊斯利·尼爾森（Leslie Nielsen），84歲，加拿大出生的美國演員（《飛機》，《裸槍》，《禁忌星球》），肺炎。[293]
- 吉恩·波利托（Gene Polito），92歲，美國電影攝影師（《未來世界》《煙霧繚繞》《迷失太空》），食道癌。[294]
- Mahaveer Prasad，71歲，印度政治家，長期患病。[295]
- 雷納托·特拉（Renato Terra），87歲，義大利演員和詩人。[296]

### 29日
- 貝拉·阿赫馬杜利娜（Bella Akhmadulina），73歲，俄羅斯詩人。[297]
- 伊雷娜·安德斯（Irena Anders），90歲，波蘭舞臺女演員和歌手。[298]
- El Hijo de Cien Caras，34歲，墨西哥職業摔跤手，被槍殺。[299]
- 大衛·弗萊明（David Fleming），70歲，英國環境作家[300]
- 約翰·格裡什（John Gerrish），100歲，美國作曲家。[301]
- 理查·戈德曼（Richard Goldman），90歲，美國慈善家，戈德曼環境獎創始人。[302]
- 鮑勃·霍爾科姆（Bob Holcomb），88歲，美國政治家，加利福尼亞州聖貝納迪諾市市長（1971-1985年，1989-1993年），心力衰竭。[303]
- 西爾維斯特·克尼普弗（Silvester Knipfer），70歲，德國奧運射擊運動員。[304]
- 彼特·蘭格爾（Pete Langelle），93歲，加拿大冰球運動員（多倫多楓葉隊）。[305]
- 約翰·曼特爾（John Mantle），64歲，蘇格蘭聖公會主教，佈雷欽主教（2005-2010）。[306]
- 阿爾·馬西尼（Al Masini），80歲，美國電視製片人，《今晚娛樂》（Entertainment Tonight）、《純金》（Solid Gold）和《明星搜索》（Star Search）的創作者，黑色素瘤。[307]
- 馬里奧·莫尼切利（Mario Monicelli），95歲，義大利電影導演，跳樓自殺。[308]
- 史蒂文·波斯納（Steven Posner），67歲，美國企業掠奪者，船隻碰撞。[309]
- 馬吉德·沙赫里亞里（Majid Shahriari），伊朗量子物理學家，汽車炸彈。[310]
- 斯蒂芬·索拉茲（Stephen Solarz），70歲，美國政治家，美國紐約州眾議員（1975-1993），食道癌。[311]
- 莫裡斯·威爾克斯爵士，97歲，英國計算機科學家。[312]

### 30日
- 伊德里斯·阿裡，70歲，埃及作家。[313]
- 達雅·馬塔（Daya Mata），96歲，美國精神領袖，自我實現團契主席（1955-2010）。[314]
- 加里·格羅斯（Garry Gross），73歲，美國時尚攝影師，心臟病發作。[315]
- 彼得·霍夫曼，66歲，德國歌劇男高音，失智和帕金森病。[316]
- 吉姆·凱利（Jim Kelley），61歲，美國體育作家和電視記者（《體育畫報》），胰腺癌。[317]
- 加布里埃拉·科納卡（Gabriela Kownacka），58歲，波蘭女演員（Rodzina zastępcza），乳腺癌。[318]
- 羅伯特·波特，101歲，英國建築師，聖保羅大教堂結構測量師[319]
- 伊姆雷·薩托裡，73歲，匈牙利足球運動員。[320]
- Dave Skrien，81 歲，美國 CFL 足球運動員（Roughriders、Blue Bombers）和教練（BC Lions、Roughriders），阿爾茨海默病併發症。[321]
- 泰德·索雷爾（Ted Sorel），74歲，美國演員（《指路明燈》，《法律與秩序》），萊姆病併發症。[322]
- R.C.史蒂文斯，76歲，美國棒球運動員（匹茲堡海盜隊，華盛頓參議員隊）。[323]
- Monty Sunshine，82歲，英國單簧管演奏家（Chris Barber Orchestra）。[324]